# Copestylum sappho
Copestylum sappho är en tvåvingeart som först beskrevs av Hull 1949. Copestylum sappho ingår i släktet Copestylum och familjen blomflugor.
Artens utbredningsområde är Panama. Inga underarter finns listade i Catalogue of Life.